# ムビンダ
ムビンダ（Mbinda）は、コンゴ共和国の都市。ニアリ県に属し、ガボンとの国境に近い。コンゴ・オセアン鉄道の支線の終着駅であり、鉄道で首都ブラザヴィルと連絡している。人口は3,825人（2023年国勢調査速報結果）。
この町が成長したのは、ガボン南部のモアンダから産出されるマンガン鉱石の輸送拠点となってからである。モアンダには大鉱脈があったものの、当時ガボン国内の輸送網は貧弱であり、鉱石を海岸まで運ぶことができなかった。そのため、国境を越えてコンゴ共和国のコンゴ・オセアン鉄道を利用して輸出することになり、輸送路の結節点としてムビンダが選ばれた。1959年にはモアンダからのCOMILOGロープウェイが完成し、さらに1962年、ドリシー近郊のモンベロから北進した鉄道路線（COMILOG支線）が完成し、ムビンダは鉱石の輸送拠点となった。その後、トランスガボン鉄道の完成により1986年にCOMILOGロープウェイは廃止されたものの、COMILOG支線は現在でもなお運行されている。